# Nth Room
Caso Nth Room ou simplesmente Nth Room (coreano: n번방, literalmente: Enésimo Quarto), é um caso de crimes de cunho sexual digital da Coreia do Sul, ocorrido em grupos do serviço de mensagens criptografadas Telegram, entre 2018 a 2020. Nestes grupos nomeados por números a partir de "1st room" (em português: "1º quarto") até o de número oito, os usuários pagavam para ver mulheres, algumas das quais menores de idade, realizando atos sexuais humilhantes sob coerção.
Em 20 de março de 2020, Cho Joo-bin, responsável por administrar os grupos foi preso e sua identidade revelada. Estima-se que cerca de 74 vítimas foram chantageadas por Cho para enviar imagens e vídeos para as conversas em grupo, dos quais 16 seriam menores de idade, além disso, as autoridades policiais estimam que cerca de 260.000 pessoas faziam parte dos grupos de Cho no Telegram.

## Investigação
Quando os grupos do Telegram se tornaram conhecidos nas comunidades online, o caso foi denunciado a polícia por uma pessoa que não teve sua identidade revelada, porém a polícia não considerou um relatório confiável e o ignorou. Em janeiro de 2019, o The Seoulshinmun Daily descobriu por meio de jornalismo investigativo, que havia um grupo secreto do Telegram que distribuía pornografia infantil. Da mesma maneira, em abril de 2019, o Sisa Journal informou que o Telegram estava sendo utilizado como plataforma de crimes, onde se realizava compartilhamento de fotos e vídeos ilegais.
Entretanto, foram duas estudantes de jornalismo, que trouxeram o caso dos grupos de Cho à atenção da polícia em julho de 2019, quando o descobriram como parte de um trabalho acadêmico de investigação de crimes sexuais online. Embora os grupos fossem privados, seus acessos foram facilmente encontrados usando pesquisas de palavras-chave. Embora a dupla tivesse encontrado outros administradores de grupos semelhantes no Telegram, resolveram se concentrar em Cho, que utilizava o codinome "Baksa", que significa doutor ou guru em coreano e possuía oito grupos, alguns dos quais com mais de nove mil membros ao mesmo tempo.
A investigação policial levou a prisão de Cho em 20 de março de 2020, sob acusações que incluíram produção e distribuição de pornografia infantil, abuso sexual, chantagem, coerção, fraude, distribuição ilegal de informações privadas e agressão sexual por meio de filmagens ilegais. Em 23 de março, a emissora SBS divulgou pela primeira vez a sua identidade, revelando seu nome e sua idade de 24 anos. Geralmente, a identidade dos acusados nesses casos são ocultas, porém, em 24 de março, após uma decisão do Comitê de Revisão de Divulgação de Informações Pessoais da Agência de Polícia Metropolitana de Seul, foi tomada uma medida oficial de divulgação de identidade, com base no artigo 25 da Lei sobre Casos Especiais Relativos à Punição de Crimes Sexuais.

## Reações

### Políticas
- O presidente Moon Jae-in solicitou que a polícia investigasse todos os membros dos grupos, não apenas Cho.[3]
- Lee In-young, o líder parlamentar do Partido Democrático da Coreia, prometeu que o partido levaria o caso à legislação parlamentar.[13]
- O principal partido de oposição condenou o caso e alegou que encaminhará o mesmo à legislação parlamentar que proíbe qualquer tipo de pornografia infantil.[14] Além disso, solicitou uma cooperação conjunta para um projeto de lei.[14]

### Sociedade
- A divulgação do caso provocou fúria pública, levando as pessoas a assinarem petições presidenciais e compartilharem hashtags nas mídias sociais exigindo punições severas contra os autores. Uma delas se referiu a divulgação da identidade de Cho e a outra que os nomes e rostos de todos os envolvidos sejam divulgados com punições severas aos envolvidos. As petições atingiram mais de quatro milhões de assinaturas.[3][11]